# Tölgymakkfeketítő csészegomba
A tölgymakkfeketítő csészegomba (Ciboria batschiana) a Sclerotiniaceae családba tartozó, Európában honos, tölgymakkon növő, nem ehető gombafaj.

## Megjelenése
A tölgymakkfeketítő csészegomba termőteste 0,5-2 cm széles, eleinte korong alakú, majd homorúvá, idővel csészeszerűvé válik. Színe fahéjbarnától sötét vörösbarnáig terjed.
A csésze viszonylag hosszú, 1,5 cm-t is elérő nyéllel kapcsolódik az aljzathoz; ennek színe alul sötétbarna. 
Húsa viaszos, törékeny, esetleg némileg szívós; barnás színű. Szaga és íze nem jellegzetes. 
Spórája elliptikus, sima, nem szegmentált, mérete 7-10,5 × 4-5 μm. Az aszkuszok hengeres bunkó formájúak, méretük 80-120 × 6-8 μm.

### Hasonló fajok
Rokonaitól (mogyoróbarka-csészegomba, égerbarka csészegomba) és a szívós sztrómacsészegombától élőhelye alapján lehet megkülönböztetni.

## Elterjedése és életmódja
Európában honos.
Kizárólag tölgyfamakkon él. A hűvös, nedves időjárást kedveli. A micélium valamelyik végénél hatol be a makkba, és annak belső részét átszövi. A makk külső részén először fekete pöttyök jelennek meg, majd a belső része fokozatosan megbarnul, porózussá válik, szaga kellemetlen lesz. A következő évre a makk teljesen megfeketedik, mumifikálódik, elveszti külső héját. A gomba termőtestei augusztus-októberben jelennek meg. 
A gomba a makktermés jelentős részét elpusztíthatja. AZ erdőgazdaságokban a makk mielőbbi összeszedésével vagy a fertőzött makkok melegvizes áztatásával (38 °C-os vízben legalább 24 órán át) védekezhetnek ellene.

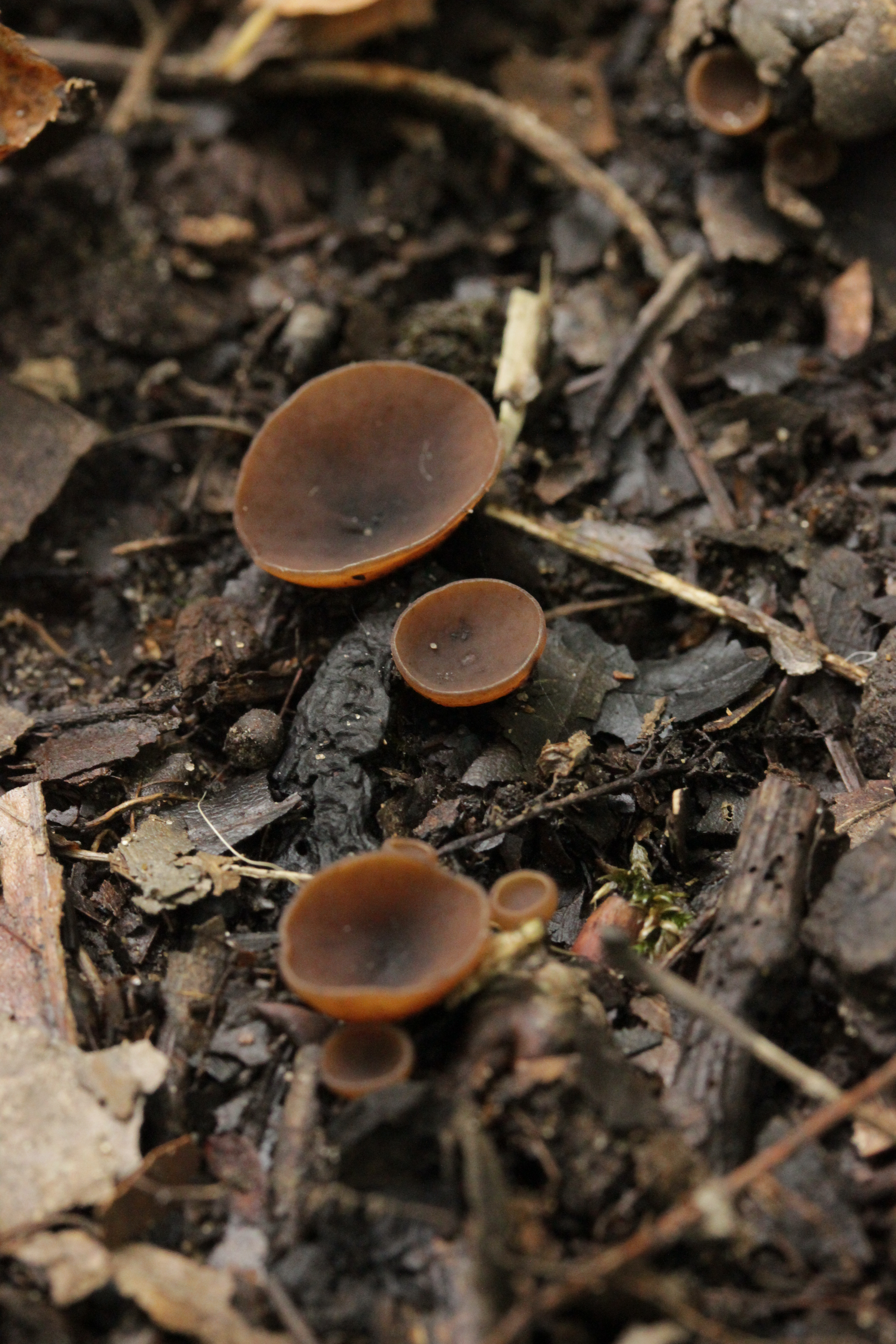
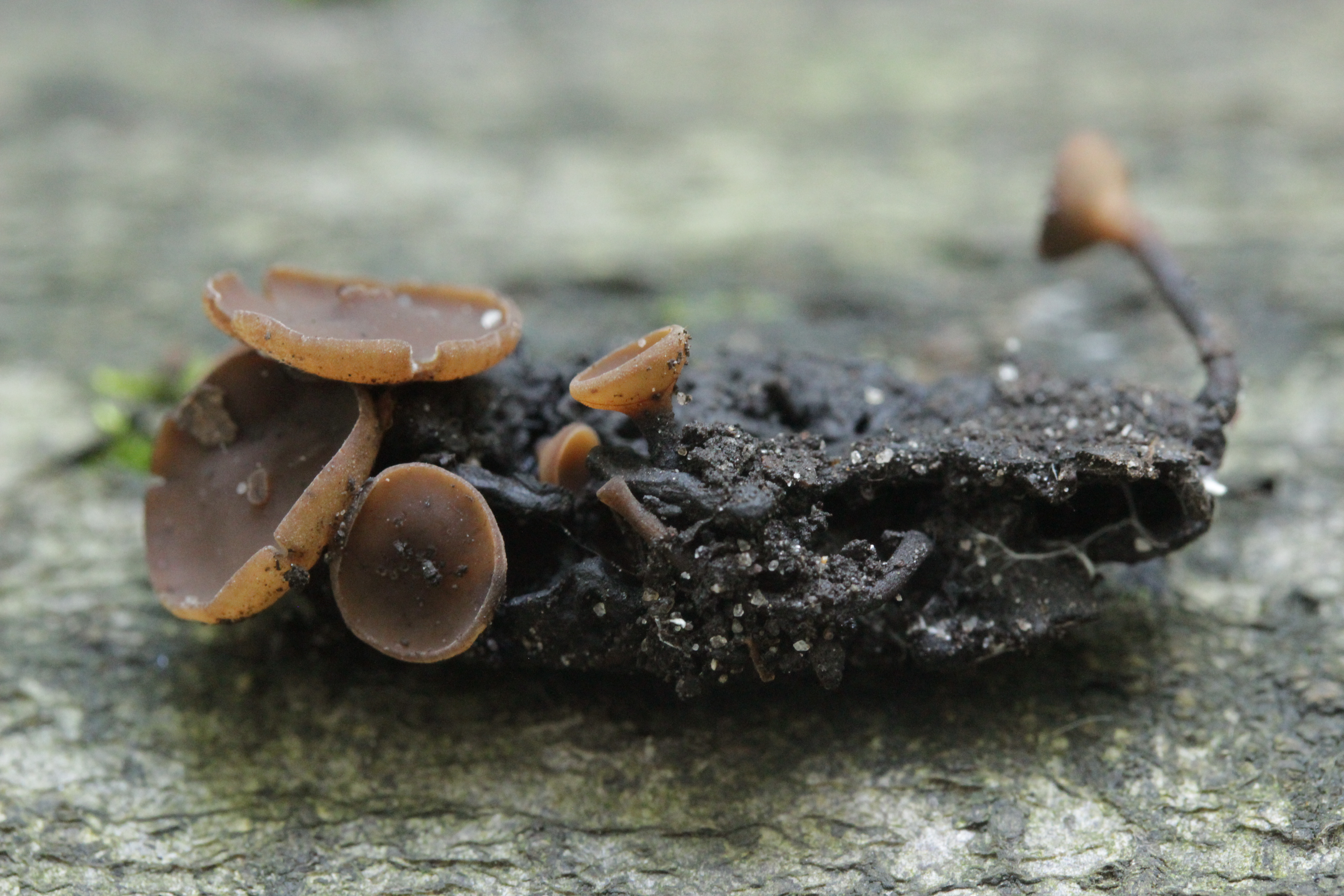
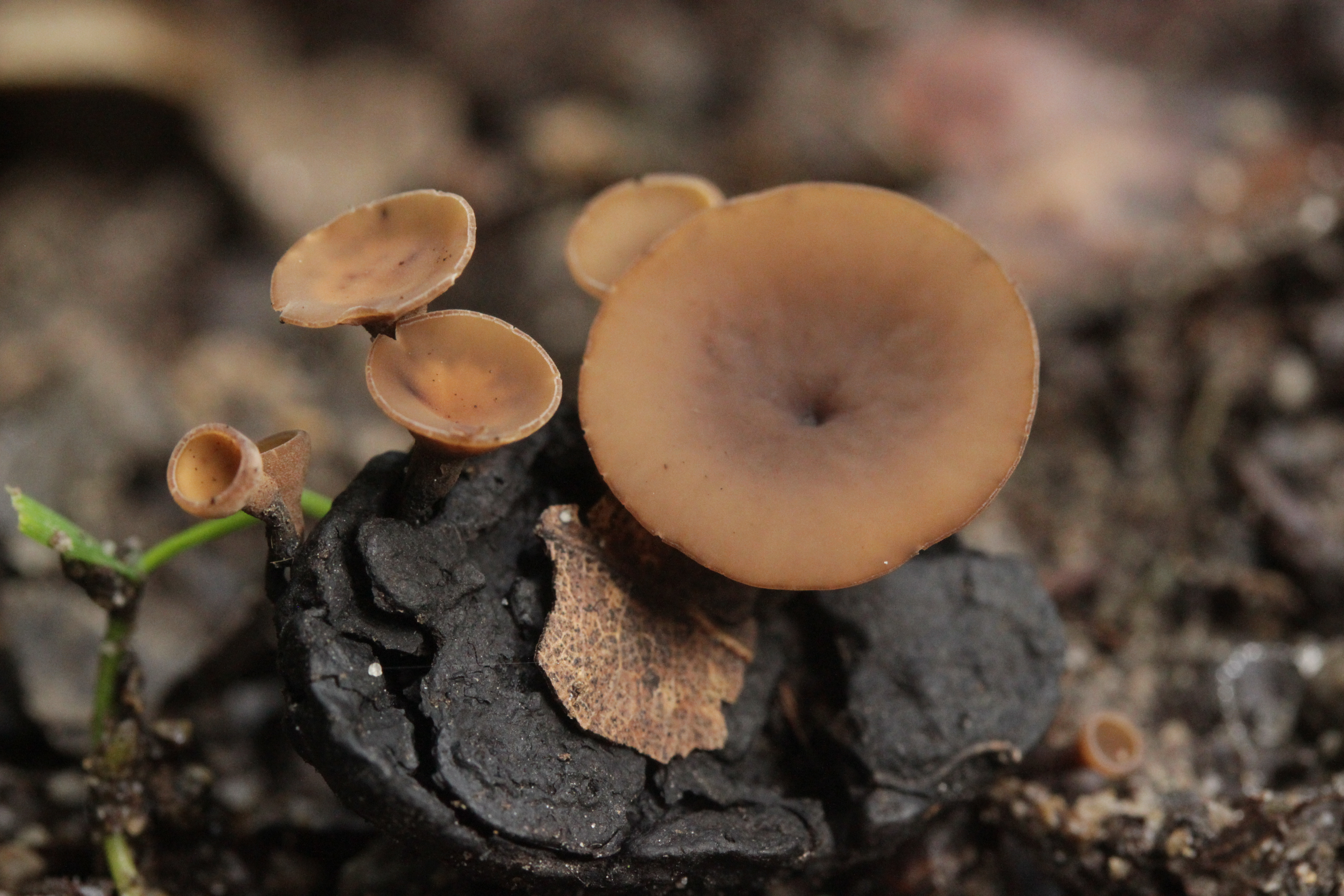
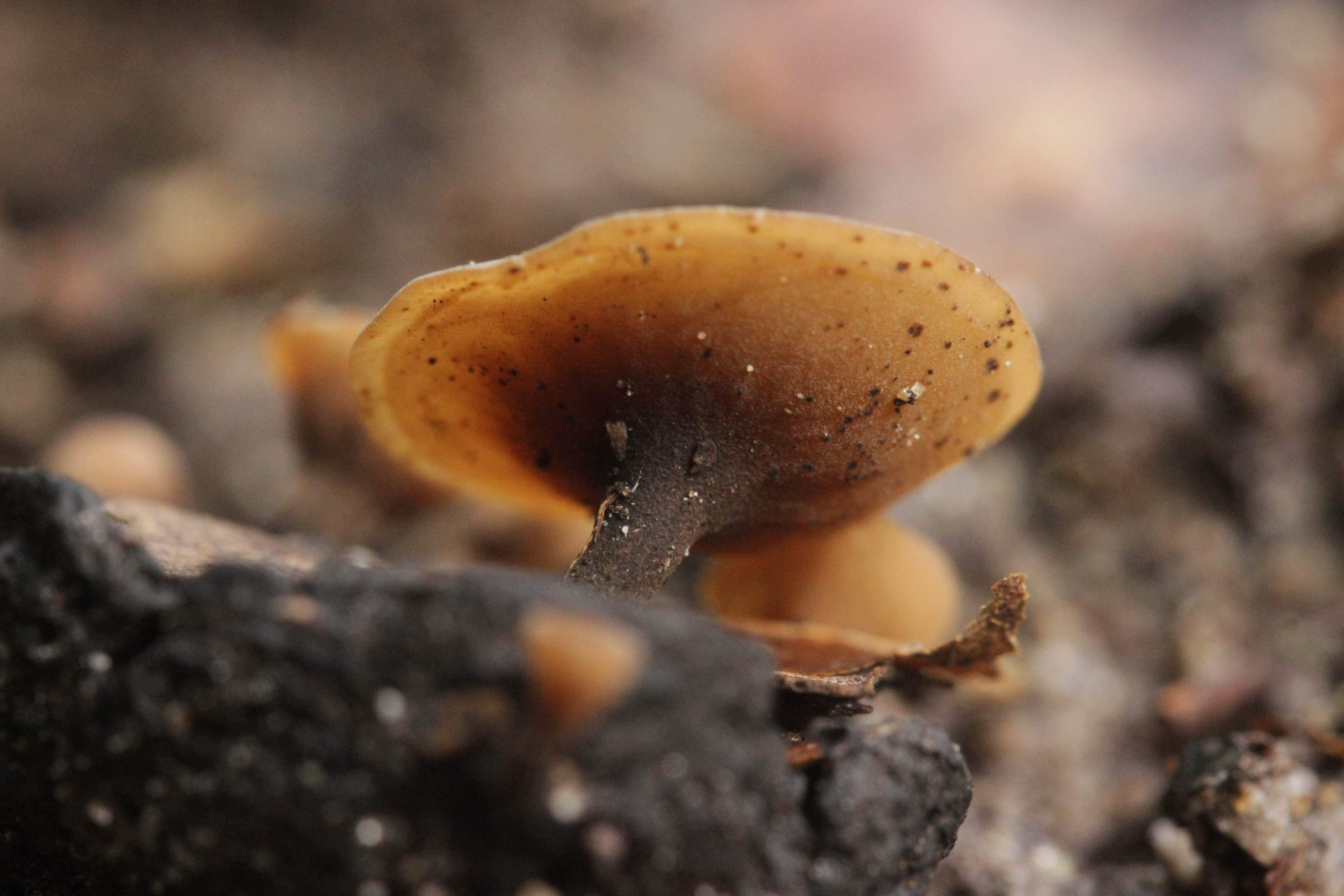

## Fordítás
- Ez a szócikk részben vagy egészben  a   Brauner Eichelbecherling című német Wikipédia-szócikk ezen változatának fordításán alapul.  Az eredeti cikk szerkesztőit annak laptörténete sorolja fel. Ez a jelzés csupán a megfogalmazás eredetét és a szerzői jogokat jelzi, nem szolgál a cikkben szereplő információk forrásmegjelöléseként.